# قرة تشي بلاغ
قرة تشي بلاغ (بالفارسية: قره‌چی‌بلاغ) هي قرية تقع في أذربيجان الغربية في إيران. يقدر عدد سكانها بـ 104 نسمة بحسب إحصاء 2016.